# Institut de géographie (Liège)
 (février 2024).
Si vous disposez d'ouvrages ou d'articles de référence ou si vous connaissez des sites web de qualité traitant du thème abordé ici, merci de compléter l'article en donnant les références utiles à sa vérifiabilité et en les liant à la section « Notes et références ».
Pour les articles homonymes, voir Institut de géographie (homonymie).
L'institut de géographie (anciennement services d'études techniques universitaires - SETU) du Sart Tilman est situé sur le campus de Liège (quartier Village 4) de l'université de Liège bâtiment B11. 
La construction du bâtiment s'effectue entre 1963 et 1965 et est réalisée par le groupe d'architectes E.G.A.U. avec la collaboration de l'artiste Georges Collignon.

## Géographie
L'institut de géographie se situe sur le complexe universitaire de la ville de Liège au Sart Tilman. Le complexe universitaire du Sart Tilman est situé sur les hauteurs de Liège. Il se situe sur les territoires communaux des villes de Liège et de Seraing. Le lieu faisait partie du territoire de la commune d'Angleur jusqu'à la fusion des communes de 1977. L'institut de géographie occupe une place importante sur le complexe universitaire du Sart Tilman car c'est l'un des premiers bâtiments que l'on rencontre lorsque l'on entre sur le site.

## Histoire
Initialement l'institut de géographie était destiné à accueillir les services d'études techniques universitaires (S.E.T.U.) et la salle des maquettes de la nouvelle Université de Liège au Sart Tilman.

## Architecture
Le bâtiment est réalisé par le groupe EGAU dans les années 1960. À cette époque leur œuvre est qualifiée d'architecture brutaliste. Effectivement, elle fait la part belle au béton, à l'absence d'ornement ostentatoire et à la répétition d'éléments. Elle est aussi qualifiée d'architecture fonctionnaliste car sa conception dépend grandement de l'usage du bâtiment. 
Le bâtiment bâtiment s'organise sur deux niveaux qui abritent les différents services, et quatre volumes plus petits à niveau uniques organisé autour de l'accueil et de la réception. Les parois extérieures du bâtiment principal sont constituées d'éléments en béton pare-soleil porteurs et de bandeaux horizontaux ceinturant le bâtiment. Il est distribué en trois travées longitudinales séparées par des voiles porteurs en béton et les hourdis sont constitués de dalles pleines en béton armé aspect lisse de décoffrage. Les parois extérieures des murs des petits volumes et certains voiles porteurs intérieurs sont en béton nervuré retravaillé à la masse.
Les menuiseries extérieures sont en Afzelia Doussie, garnie de vitrage double isolant. Les parois extérieures sont exécutées en cloisons sandwiches de plaques de plâtre.
L'éclairage est constitué de bandes continues à 1,3 m du plan des parois extérieures et le chauffage s'effectue grâce à des radiateurs et une chaudière au mazout.
Le hall d'entrée est habité par une spectaculaire intégration de l'artiste Georges Collignon : les parois de béton s'animent de reliefs abstraits, dont la structure formelle rappelle les restitutions cartographiques qui fondent largement la science géographique.
Il est occupé depuis l'an 2000 par les services de la section de Géographie.